# Rizal

Rizal

Rizal – prowincja Filipin położona w regionie CALABARZON, w centralnej części wyspy Luzon, tylko 20 kilometrów na wschód od Manili. Nazwana na cześć José Rizala.
Od południa granicę wyznacza jezioro Laguna de Bay, od zachodu graniczy z centralnym regionem Metro Manila, od północy z prowincją Bulacan, od wschodu z prowincją Quezon. Powierzchnia: 1175,8 km². Liczba ludności: 2 284 046 mieszkańców (2007). Gęstość zaludnienia wynosi 1942,5 mieszk./km². Stolicą prowincji jest Antipolo.